# Suzana
Suzana (Die keusche Susanne) este o operetă în trei acte de Jean Gilbert.
Libretul: Georg Okonkowski (după "Le Fils à papa“ de Antony Mars și Maurice Desvallières).
Premiera: Magdeburg (Germania), la 26 februarie 1910.